# Marcel Lefrancq
Marcel Lefrancq conosciuto anche come Marcel G. Lefrancq (Mons, 9 ottobre 1916 – Vaudignies, 15 novembre 1974) è stato un fotografo belga.

## Biografia
Marcel Lefrancq, figlio di un macellaio,  studiò presso l'Ateneo Reale di Mons e successivamente, nel 1934, si indirizzò all'Istituto Warocqué per gli studi di ingegneria commerciale senza concluderli. Parallelamente, conobbe sia l'archeologia preistorica della sua città che la fotografia, dato che i negativi più vecchi che ci sono pervenuti risalgono al 1932.
Frequentò gli ambienti artistici e i laboratori dell'Accademia di Belle Arti e nel 1938 partecipò alle attività del gruppo "Rupture". Un anno dopo fondò il "Gruppo Surrealista nell'Hainaut", assieme ad Achille Chavée, Fernand Dumont, Armand Simon e Louis Van de Spiegele. In questi mesi abbastanza complicati, dovuti anche, alla firma del Patto Molotov-Ribbentrop, Lefrancq fu arrestato dalle autorità belghe perché intellettuale antifascista ma rilasciato dopo pochi giorni. Venne autorizzato a lavorare come fotografo presso l'IRPA - "Institut royal du Patrimoine artistique" del Belgio, fotografando ed inventariando le opere d'arte che potevano essere minacciate dalla guerra imminente.
Nel 1940 si trasferì a Les Eyzies-de-Tayac-Sireuil, in Francia, dove conobbe l'abate Henri Breuil con cui collaborò ad alcuni scavi archeologici e con cui rimase in contatto fino alla morte del gesuita, avvenuta nel 1961.
I nazisti lo arrestarono nel 1943 per sospetta attività terroristica, ma rilasciato dopo diverse settimane di carcerazione per mancanza di prove. La denuncia era anonima e non si è mai risaliti al mittente. In effetti, fece parte fino al 1944 di una rete in cui Lefrancq scattava foto e creava documenti falsi per la fuga di persone in pericolo. In seguito fu inserito nell'esercito americano, dopo la liberazione di Mons, anche come interprete poiché parlava in maniera fluente quattro lingue:  francese, inglese, olandese, tedesco.
Nel 1953, Lefrancq fondò l'associazione degli "Amici del Museo della Preistoria" a Mons, divenuta successivamente la "Società per la Ricerca Preistorica" dell'Hainaut, di cui fu uno dei principali esponenti ed in seguito presidente, pubblicando su riviste specializzate articoli e commenti a tema archeologico sulla regione.

## Surrealismo
Nel 1945 partecipò con 14 opere alla mostra surrealista presso la "Galerie des éditions La Boétie" a Bruxelles e nel 1946 aprì lo studio fotografico "La Lanterne Magique" a Mons. Firmò, nel 1947, i volantini “Nessun quartiere nella rivoluzione” e “La causa si ascolta” pubblicati dal "Gruppo Surrealista Rivoluzionario". Per alcune settimane soggiornò a Dachau con l'uniforme americana, come testimone e come interprete temporaneo in una corte annessa al Tribunale di Norimberga.
Tornato a Mons, fondò il gruppo "Haute Nuit" con Achille Chavée, Paul Franck, Franz Moreau, Armand Simon, Louis Van De Spiegele ed altri. Nel 1948 pubblicò una raccolta di poesie e fotografie, dal titolo Aux mains de la Lumière, edita da Haute Nuit, con una presentazione di Armand Simon.
Le sue fotografie sono conservate presso il Museo reale delle belle arti del Belgio di Bruxelles, al Musée de la photographie à Charleroi, al Musée de la photographie d'Anvers, al Museo d'Israele di Gerusalemme ed anche al Cleveland Museum of Art e al Getty Museum.

## Galleria d'immagini

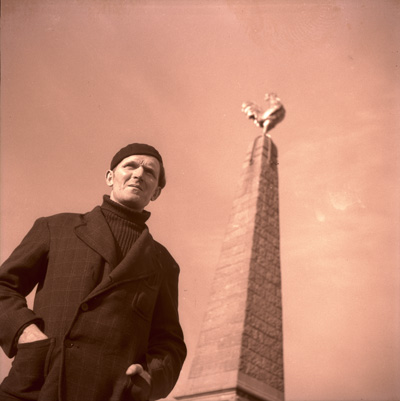
Lo scrittore Constant Malva, 1938
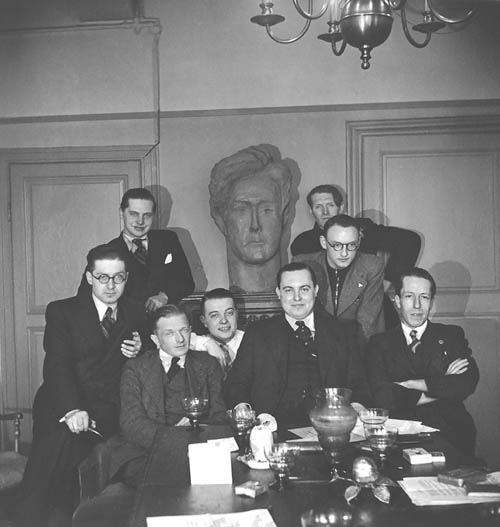
Il gruppo Rupture, 1938
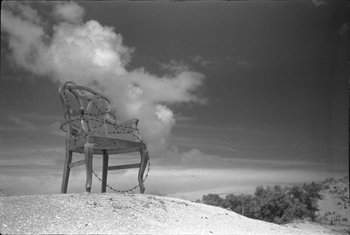
Elogio della carneficina, data ignota
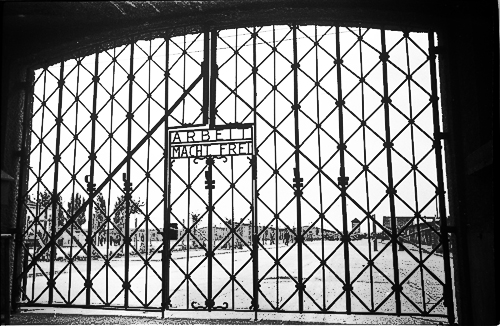
Cancello del campo di Dachau, 1947

## Pubblicazioni
- Aux mains de la Lumière , prefazione di Armand Simon , Mons, éditions de Haute Nuit, 1948
- Aux mains de la lumière: exposition, Musée de la photographie, Charleroi, 2003 - ISBN 978-2871830481